# Giochi del Sud-est asiatico
I Giochi del Sud-est asiatico (o SEA Games) sono una manifestazione multisportiva dedicata alle undici nazioni della zona sud-orientale dell'Asia. Sono organizzati da una federazione appositamente creata e patrocinata dal Comitato Olimpico Internazionale e dal Consiglio Olimpico d'Asia.

## Nazioni partecipanti
| Nazione    | Debutto | Codice CIO | Note                     |
| ---------- | ------- | ---------- | ------------------------ |
| Cambogia   | 1959    | CAM        | -                        |
| Laos       | 1959    | LAO        | -                        |
| Malaysia   | 1959    | MAS        | -                        |
| Birmania   | 1959    | MYA        | BIR 1948–1992            |
| Singapore  | 1959    | SIN        | -                        |
| Thailandia | 1959    | THA        | -                        |
| Vietnam    | 1959    | VIE        | -                        |
| Brunei     | 1977    | BRU        | -                        |
| Indonesia  | 1977    | INA        | IHO 1952 codice FIFA IDN |
| Filippine  | 1977    | PHI        | -                        |
| Timor Est  | 2003    | TLS        | IOA 2000                 |

## Medagliere
| Anno                                       | Numero | Città ospitante     | Vincitore (ori)                                                                          | 2° (ori)                                                                                 | 3° (ori)                                                                                 |
| ------------------------------------------ | ------ | ------------------- | ---------------------------------------------------------------------------------------- | ---------------------------------------------------------------------------------------- | ---------------------------------------------------------------------------------------- |
| Giochi della penisola del Sud-est asiatico |        |                     |                                                                                          |                                                                                          |                                                                                          |
| 1959                                       | I      | Bangkok             | Thailandia (35)                                                                          | Birmania (11)                                                                            | Malaysia (8)                                                                             |
| 1961                                       | II     | Rangoon             | Birmania (35)                                                                            | Thailandia (21)                                                                          | Malaysia (16)                                                                            |
| 1963                                       | III    | Phnom Penh          | Cancellati: Assegnato alla Cambogia, annullati a causa della situazione politica interna | Cancellati: Assegnato alla Cambogia, annullati a causa della situazione politica interna | Cancellati: Assegnato alla Cambogia, annullati a causa della situazione politica interna |
| 1965                                       | III    | Kuala Lumpur        | Thailandia (38)                                                                          | Malaysia (33)                                                                            | Singapore (18)                                                                           |
| 1967                                       | IV     | Bangkok             | Thailandia (77)                                                                          | Singapore (28)                                                                           | Malaysia (23)                                                                            |
| 1969                                       | V      | Rangoon             | Birmania (57)                                                                            | Thailandia (32)                                                                          | Singapore (31)                                                                           |
| 1971                                       | VI     | Kuala Lumpur        | Thailandia (44)                                                                          | Malaysia (41)                                                                            | Singapore (32)                                                                           |
| 1973                                       | VII    | Singapore           | Thailandia (47)                                                                          | Singapore (45)                                                                           | Malaysia (30)                                                                            |
| 1975                                       | VIII   | Bangkok             | Thailandia (80)                                                                          | Singapore (38)                                                                           | Birmania (28)                                                                            |
| Giochi del Sud-est asiatico                |        |                     |                                                                                          |                                                                                          |                                                                                          |
| 1977                                       | IX     | Kuala Lumpur        | Indonesia (62)                                                                           | Thailandia (37)                                                                          | Filippine (31)                                                                           |
| 1979                                       | X      | Giacarta            | Indonesia (92)                                                                           | Thailandia (50)                                                                          | Birmania (26)                                                                            |
| 1981                                       | XI     | Manila              | Indonesia (85)                                                                           | Thailandia (62)                                                                          | Filippine (55)                                                                           |
| 1983                                       | XII    | Singapore           | Indonesia (64)                                                                           | Filippine (49)                                                                           | Thailandia (49)                                                                          |
| 1985                                       | XIII   | Bangkok             | Thailandia (92)                                                                          | Indonesia (62)                                                                           | Filippine (43)                                                                           |
| 1987                                       | XIV    | Giacarta            | Indonesia (183)                                                                          | Thailandia (63)                                                                          | Filippine (59)                                                                           |
| 1989                                       | XV     | Kuala Lumpur        | Indonesia (102)                                                                          | Malaysia (67)                                                                            | Thailandia (62)                                                                          |
| 1991                                       | XVI    | Manila              | Indonesia (92)                                                                           | Filippine (90)                                                                           | Thailandia (72)                                                                          |
| 1993                                       | XVII   | Singapore           | Indonesia (88)                                                                           | Thailandia (63)                                                                          | Filippine (57)                                                                           |
| 1995                                       | XVIII  | Chiang Mai          | Thailandia (157)                                                                         | Indonesia (77)                                                                           | Filippine (33)                                                                           |
| 1997                                       | XIX    | Giacarta            | Indonesia (194)                                                                          | Thailandia (83)                                                                          | Malaysia (55)                                                                            |
| 1999                                       | XX     | Bandar Seri Begawan | Thailandia (65)                                                                          | Malaysia (57)                                                                            | Indonesia (44)                                                                           |
| 2001                                       | XXI    | Kuala Lumpur        | Malaysia (111)                                                                           | Thailandia (103)                                                                         | Indonesia (72)                                                                           |
| 2003                                       | XXII   | Hanoi e Ho Chi Minh | Vietnam (158)                                                                            | Thailandia (90)                                                                          | Indonesia (55)                                                                           |
| 2005                                       | XXIII  | Manila              | Filippine (113)                                                                          | Thailandia (87)                                                                          | Vietnam (71)                                                                             |
| 2007                                       | XXIV   | Nakhon Ratchasima   | Thailandia (183)                                                                         | Malaysia (68)                                                                            | Vietnam (64)                                                                             |
| 2009                                       | XXV    | Vientiane           | Thailandia (86)                                                                          | Vietnam (83)                                                                             | Indonesia (43)                                                                           |
| 2011                                       | XXVI   | Palembang           | Indonesia (182)                                                                          | Thailandia (109)                                                                         | Vietnam (96)                                                                             |
| 2013                                       | XXVII  | Naypyidaw           | Thailandia (108)                                                                         | Birmania (85)                                                                            | Vietnam (75)                                                                             |
| 2015                                       | XXVIII | Singapore           | Thailandia (95)                                                                          | Singapore (84)                                                                           | Vietnam (73)                                                                             |
| 2017                                       | XXIX   | Kuala Lumpur        | Malaysia (145)                                                                           | Thailandia (71)                                                                          | Vietnam (59)                                                                             |
| 2019                                       | XXX    | Manila              | Filippine (149)                                                                          | Vietnam (98)                                                                             | Thailandia (92)                                                                          |
| 2021                                       | XXXI   | Hanoi               | Vietnam (205)                                                                            | Thailandia (92)                                                                          | Indonesia (69)                                                                           |
| 2023                                       | XXXII  | Phnom Penh          | Vietnam (136)                                                                            | Thailandia (108)                                                                         | Indonesia (87)                                                                           |
| 2025                                       | XXXIII | Chonburi            |                                                                                          |                                                                                          |                                                                                          |

## Discipline
- Baseball ai Giochi del Sud-est asiatico
- Calcio ai Giochi del Sud-est asiatico
- Pallavolo ai Giochi del Sud-est asiatico